# Иовский, Александр Алексеевич
Александр Алексеевич Иовский (29 августа [9 сентября] 1796, Острогожск, Воронежская губерния — 22 января [3 февраля] 1857, Москва) — русский химик, фармацевт и фармаколог, ординарный профессор Императорского Московского университета.

## Биография
Родился в 1796 году в Острогожске Воронежской губернии в семье священника.
После окончания Воронежской семинарии (1814) два года преподавал рисование, после чего поступил в Московский университет: учился сначала на физико-математическом (окончил с серебряной медалью, 1817), затем — на медицинском факультете (окончил с золотой медалью, 1818).
В июле 1822 года был удостоен степени доктора медицины за исследование «О кислотах, лишенных кислорода» и в апреле 1823 года был отправлен для изучения фармации и химии за границу. Первый год Иовский работал под руководством Лампадиуса (во Фрейберге, — в Горной академии, затем — в Саксонии), Париже (где слушал лекции Л. Ж. Тенара, Дюлонга, Броньяра и др.); работал в Лондоне — у Бартелеми и Стокгольме — у И. Я. Берцелиуса.
С 1826 года в звании адъюнкт-профессора Иовский преподавал в Московском университете аналитическую химию в приложении к медицине. В 1827 году издал книгу «Химические уравнения с описанием различных способов определять количественное содержание химических веществ», в которой одним из первых использовал химические формулы. В 1829—1829 и 1831—1832 годах издавал «Вестник естественных наук и медицины» (по 12 книжек в год). Писал статьи в «Учёных Записках Московского Университета».
В декабре 1835 года был утверждён экстраординарным профессором, преподавал фармацию, рецептуру, токсикологию и учение о минеральных водах. С февраля 1836 года он заведовал университетской аптекой. Ординарный профессор кафедры врачебного веществословия (1836—1843) медицинского факультета Московского университета. В 1843 году по состоянию здоровья вышел в отставку.
Скончался 22 января 1857 года в городе Москве.

## Семья
Его дочь — Софья Субботина, русская революционерка и народница.

## Научные труды
- «Начальные основания химии« (в 2-х частях; М., 1822; 2-е изд., 1827);
- «Химические уравнения с описанием различных способов определять количественное содержание химических веществ» (1827);
- «О важности химических исследований в кругу наук и искусств» (М., 1827);
- «Опыт руководства к познанию внутреннего строения и образования земного шара, с изображением различных слоёв оного и животных, которые существовали до потопа« (М., 1828);
- «Журнал хозяйственной химии» (М., 1829);
- «Руководство к распознаванию ядов, противоядий и пр.» (М., 1834);
- «Начертание общей фармакологии» (М., 1835);
- «Памятная книжка для занимающихся фармацией и рецептурой» (М., 1837);
- «Начертание фармации» (М., 1838) — первое отечественное руководство по фармации.

переводы
- Перевод с латинского «Лекарственник, или фармакология» Курта Шпренгеля;
- «Дополнения» (к «Лекарственнику, или фармакологии» Курта Шпренгеля). — М., 1827;
- Перевод с немецкого «Руководство к осмотру аптек и прочих врачебных запасов» Иоанна Нимана. — М., 1822.